# Trångmynta grodor
Trångmynta grodor (Microhylidae) är en familj av groddjur som ingår i ordningen stjärtlösa groddjur (Anura). Enligt Catalogue of Life omfattar familjen Microhylidae 436 arter. 
Familjens medlemmar förekommer i Nord-, Central- och Sydamerika, i Afrika söder om Sahara, i Asien från Indien till Koreahalvön och söderut över Sydostasien till norra Australien.

## Underfamiljer och släkten
Trångmynta grodor utgörs av 66 släkten som är fördelat på 13 underfamiljer:
- Adelastinae
  - Adelastes, 1 art.
- Asterophryinae
  - Albericus, bör troligen sammanfogas med Choerophryne.
  - Aphantophryne, 3 arter.
  - Asterophrys, 2 arter.
  - Austrochaperina, 25 arter.
  - Barygenys, 9 arter.
  - Callulops, 24 arter.
  - Choerophryne, 29 arter.
  - Cophixalus, 63 arter.
  - Copiula, 12 arter.
  - Gastrophrynoides, 2 arter.
  - Genyophryne, 1 art.
  - Hylophorbus, 12 arter.
  - Liophryne, 8 arter.
  - Mantophryne, 4 arter.
  - Metamagnusia, 2 arter.
  - Oninia, 1 art.
  - Oreophryne, 55 arter.
  - Oxydactyla, 5 arter.
  - Paedophryne, 6 arter.
  - Pherohapsis, bör sammanfogas med Mantophryne.
  - Pseudocallulops, 2 arter.
  - Sphenophryne, 1 art.
  - Xenorhina, 32 arter.
- Chaperininae
  - Chaperina, 1 art.
- Cophylinae
  - Anodonthyla, 11 arter.
  - Cophyla, 19 arter.
  - Madecassophryne, 1 art.
  - Platypelis, bör sammanfogas med Cophyla.
  - Plethodontohyla, 10 arter.
  - Rhombophryne, 27 arter.
  - Stumpffia, bör sammanfogas med Rhombophryne.
- Dyscophinae
  - Dyscophus, 3 arter.
- Gastrophryninae
  - Altigius, bör sammanfogas med Hamptophryne.
  - Arcovomer, 1 art.
  - Chiasmocleis, 29 arter.
  - Ctenophryne, 6 arter.
  - Dasypops, 1 art.
  - Dermatonotus, 1 art.
  - Elachistocleis, 17 arter.
  - Gastrophryne, 4 arter.
  - Hamptophryne, 2 arter.
  - Hyophryne, bör sammanfogas med Stereocyclops.
  - Hypopachus, 4 arter.
  - Melanophryne, bör sammanfogas med Ctenophryne.
  - Myersiella, 1 art.
  - Nelsonophryne, bör sammanfogas med Ctenophryne.
  - Relictivomer, bör sammanfogas med Elachistocleis.
  - Stereocyclops, 4 arter.
  - Syncope (groddjur), bör sammanfogas med Chiasmocleis.
- Hoplophryninae
  - Hoplophryne, 2 arter.
  - Parhoplophryne, 1 art.
- Kalophryninae
  - Kalophrynus, 25 arter.
- Melanobatrachinae
  - Melanobatrachus, 1 art.
- Microhylinae
  - Glyphoglossus, 9 arter. (synonym Calluella)
  - Kaloula, 17 arter.
  - Metaphrynella, 2 arter.
  - Microhyla, 38 arter.
  - Micryletta, 3 arter.
  - Phrynella, 1 art.
  - Ramanella, bör sammanfogas med Uperodon.
  - Uperodon, 12 arter.
- Otophryninae
  - Otophryne, 3 arter.
  - Synapturanus, 3 arter.
- Phrynomerinae
  - Phrynomantis, 5 arter.
- Scaphiophryninae
  - Paradoxophyla, 2 arter.
  - Scaphiophryne, 9 arter.